# Holocraspedon nigropunctum
Holocraspedon nigropunctum är en fjärilsart som beskrevs av George Francis Hampson 1893. Holocraspedon nigropunctum ingår i släktet Holocraspedon och familjen björnspinnare. Inga underarter finns listade i Catalogue of Life.